# Semiothisa heterogenata
Semiothisa heterogenata är en fjärilsart som beskrevs av Achille Guenée 1858. Semiothisa heterogenata ingår i släktet Semiothisa och familjen mätare. Inga underarter finns listade i Catalogue of Life.